# عمر عبد الله عبد الكريم
عمر عبد الله عبد الكريم الجويفي (1951 البيضاء -) أكاديمي وسياسي ليبي في هندسة النفط عيّنه عبد الرحيم الكيب النائب الثاني لرئيس الوزرا كان يعمل قبل اندلاع ثورة 17 فبراير رئيساً جمعية مهندسي النفط العالمية SPE فرع ليبيا.